# Kristine Bayley
Kristine Bayley (Perth, 22 de juny de 1983) és una ciclista australiana, especialista en la pista. Va guanyar una medalla de bronze al Campionat de món de Velocitat per equips.
El deu germà Ryan i la seva parella Shane Perkins, també s'han dedicat al ciclisme.

## Palmarès
- 2006
  - Campiona d'Oceania en 500 metres contrarellotge
  -  Campiona d'Austràlia en 500 metres contrarellotge